# 威士拿奧林匹克公園

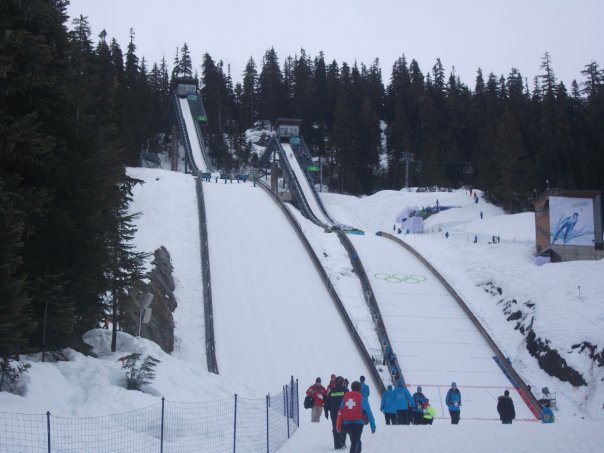
威士拿奧林匹克公園的兩條跳台滑雪助滑道

威士拿奧林匹克公園（英語：Whistler Olympic Park）位於加拿大卑詩省威士拿以西的卡拉漢谷，曾舉辦2010年冬季奧運會的冬季兩項、越野滑雪、北歐兩項和跳台滑雪比賽，以及2010年冬季殘奧會的越野滑雪和冬季兩項比賽。場地於冬奧期間設有三個臨時看台，各可容納12,000名觀眾，而殘奧期間則各可容納6,000名觀眾。場地離卑詩省99號公路交匯處約8公里，離威士拿奧運村則約14公里。
場地工程耗資1億1,970萬加元，由加拿大聯邦政府和卑詩省政府共同承擔。工程包括建造全長14公里的越野滑雪和冬季兩項賽道、兩條跳台滑雪助滑道、全長35公里的訓練和休閒滑雪道、水電設施和連接道路等。工程為期兩年，主要設施於2007年秋季落成，而場地則於2008年11月22日正式對外開放。場地於2009年1月15至18日舉行越野滑雪和冬季兩項的世界賽；冬季兩項賽事有11支隊伍和50位選手參與，而越野滑雪賽事則有17支隊伍和230位選手參與。跳台滑雪世界賽則於同年1月22至25日在此舉行。
場地於冬奧期間由溫哥華奧組委管理，奧運過後則連同威士拿滑行中心和威士拿奧運村轉交威士拿2010體育遺產營運，並開放予公眾使用。

## 外部連結
- 威士拿奧林匹克公園 （页面存档备份，存于）

50°8′7″N 123°7′9″W / 50.13528°N 123.11917°W